# Stabsgefreiter

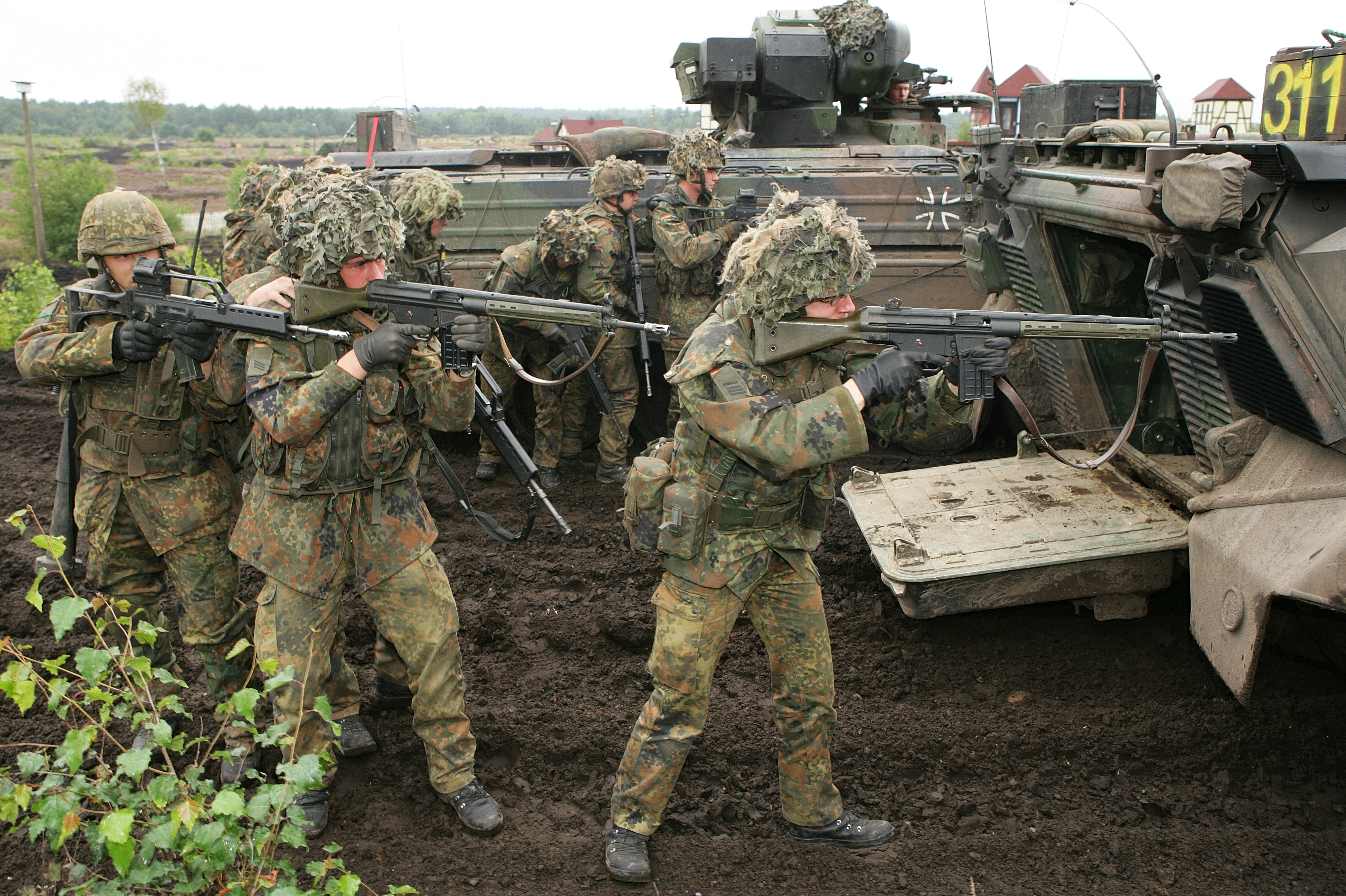
Vorne von links nach rechts: Ein Hauptgefreiter mit G36, sowie ein Hauptgefreiter und Stabsgefreiter (beide mit G3) der deutschen Panzergrenadiertruppe

Stabsgefreiter ist ein militärischer Dienstgrad der Bundeswehr und früherer deutscher Streitkräfte wie Reichswehr, Wehrmacht und Nationale Volksarmee.

## Bundeswehr
Der Dienstgrad Stabsgefreiter ist durch den Bundespräsidenten mit der Anordnung des Bundespräsidenten über die Dienstgradbezeichnungen und die Uniform der Soldaten auf Grundlage des Soldatengesetzes festgesetzt worden.

### Befehlsbefugnis und Dienststellungen
In der Bundeswehr ist der Stabsgefreite ein Mannschaftsdienstgrad, der gemäß der Zentralen Dienstvorschrift (ZDv) A-1420/24 „Dienstgrade und Dienstgradgruppen“ zur Dienstgradgruppe der Mannschaften zählt. Aufgrund der Zugehörigkeit zur Dienstgradgruppe der Mannschaften können Stabsgefreite auf Grundlage des § 4 („Vorgesetztenverhältnis auf Grund des Dienstgrades“) der Vorgesetztenverordnung niemandem allein auf Grund ihres Dienstgrades Befehle erteilen. Wie alle Mannschaftsdienstgrade können sich Stabsgefreite auch in Notlagen nicht selbst zu Vorgesetzten gemäß § 6 („Vorgesetztenverhältnis auf Grund eigener Erklärung“) der Vorgesetztenverordnung erklären.
Stabsgefreite werden beispielsweise als Kraftfahrer geschützter Fahrzeuge, als besonders geschulter Infanterist (beispielsweise Scharfschütze, MILAN-Lenkschütze oder bei den spezialisierten Kräften), als stellv. Wachhabender im Wachdienst oder als Bediener von Waffensystemen (z. B. als Richtschütze gepanzerter Fahrzeuge), als Instandsetzer auch komplizierter technischer Systeme (Bordwaffen, Funkgeräte, optische und elektronische Aufklärungsmittel usw.), oder in Stäben eingesetzt. Erfahrene Stabsgefreite sind manchmal Hilfsausbilder oder (dann aber meist nur übergangsweise nach § 5 („Vorgesetztenverhältnis auf Grund besonderer Anordnung“) der Vorgesetztenverordnung) Gruppen- und Truppführer. Aufgrund dieser und ähnlicher Dienststellungen und Aufgabenbereiche können Stabsgefreite in den in der Vorgesetztenverordnung aufgezählten Fällen und in den dort genannten Grenzen allen dienstlich oder fachlich unterstellten Soldaten Befehle erteilen.

### Ernennung
Maßgebliche gesetzliche Grundlagen für die Ernennung zum Stabsgefreiten trifft die Soldatenlaufbahnverordnung (SLV) und ergänzend die Zentrale Dienstvorschrift (ZDv) 20/7. Zum Stabsgefreiten können Zeitsoldaten und beorderte Reservisten der Laufbahnen der Mannschaften ernannt werden. Soldaten können 36 Monate nach Eintritt in ein Dienstverhältnis der Bundeswehr zum Stabsgefreiten ernannt werden. Ferner müssen Stabsgefreite zuvor in der Regel mindestens ein Jahr im Dienstgrad Hauptgefreiter gedient haben.

### Besoldung
Zeitsoldaten im Dienstgrad Stabsgefreiter werden nach der Bundesbesoldungsordnung (BBesO) mit A 5 besoldet. Damit steht der Stabsgefreite in derselben Besoldungsgruppe wie der Dienstgrad Unteroffizier. Reservistendienstleistende erhalten stattdessen Leistungen nach dem Unterhaltssicherungsgesetz (USG).

### Geschichte
Durch die Anordnung zur Änderung der Anordnung des Bundespräsidenten über die Dienstgradbezeichnungen und die Uniform der Soldaten vom 12. Dezember 1989 wurde der Dienstgrad Stabsgefreiter als neuer, seinerzeit höchster, Dienstgrad für Mannschaften geschaffen.

### Dienstgradabzeichen
Das Dienstgradabzeichen für Stabsgefreite zeigt vier Schrägstreifen auf beiden Schulterklappen bzw. für Marineuniformträger auf den Oberärmeln.

### Äquivalente, nach- und übergeordnete Dienstgrade
Den Dienstgrad Stabsgefreiter führen sowohl Heeres-, Luftwaffen- als auch Marineuniformträger. In den Streitkräften der NATO ist der Stabsgefreite zu allen Dienstgraden mit dem NATO-Rangcode OR-4 äquivalent. Gemäß NATO-Rangcode ist der Dienstgrad der Bundeswehr also beispielsweise mit dem Specialist der Streitkräfte der Vereinigten Staaten vergleichbar.
In der Laufbahngruppe der Mannschaften ist der Stabsgefreite über dem rangniedrigeren Hauptgefreiten und unter dem ranghöheren Oberstabsgefreiten eingeordnet.
| Mannschaftsdienstgrad |                |                    |
| Niedrigerer Dienstgrad |                | Höherer Dienstgrad |
| Hauptgefreiter | Stabsgefreiter | Oberstabsgefreiter |
| Dienstgradgruppe: Mannschaften – Unteroffiziere o.P. – Unteroffiziere m.P. – Leutnante – Hauptleute – Stabsoffiziere – Generale |                |                    |

## Frühere Streitkräfte

### Reichswehr und Wehrmacht
Der Dienstgrad Stabsgefreiter wurde zum 1. Oktober 1927 im Heer der Reichswehr eingeführt. Dazu wurden 4000 Stellen für Obergefreite in solche für Stabsgefreite umgewandelt. Erst etwas verspätet, mit Verfügung vom 16. Dezember 1927, erhielt der Stabsgefreite als Ärmelabzeichen zwei mit der Spitze nach unten weisende silberfarbene Tressenwinkel, mit einem gestickten vierzackigen Stern im Raum des oberen Winkels (Obergefreite führten bis zum 30. September 1936 drei Winkel, dann zwei; Gefreite zuerst zwei, dann einen; Oberschützen zuerst einen Winkel, dann einen vierzackigen Rangstern). Im Heer der Wehrmacht waren Neubeförderungen mit Wirkung ab dem 1. Oktober 1934 untersagt, an seine Stelle trat der Obergefreite mit mehr als 6 Dienstjahren (ein Winkel mit Stern). Mit Verfügung vom 25. April 1942 wurde der Stabsgefreite neuer Art eingeführt. Weil eine Beförderung keine Planstelle mehr voraussetzte, konnte jeder Soldat des Feldheeres nach fünf Jahren Gesamtdienstzeit, bzw. nach sechs Jahren beim Ersatzheer, dazu aufsteigen. Damit verschwand der Obergefreite mit mehr als 6 Dienstjahren, obwohl dies nicht eigens verfügt worden war. Die Stabsgefreiten alter Art (a. A.) und neuer Art (n. A.) unterschieden sich zwar im Schriftverkehr, trugen aber dasselbe Rangabzeichen.
In der Reichsmarine bzw. Kriegsmarine war der Dienstgrad Stabsgefreiter ohne Unterbrechung bis 1945 in Gebrauch. Der Laufbahnzusatz wurde dem Rang jeweils voran gesetzt (bspw. Funkstabsgefreiter, Matrosenstabsgefreiter, Signalstabsgefreiter usw.). Das Rangabzeichen wurde auf dem linken Oberärmel getragen. Stabsgefreite (alter Art) führten von 1921 bis Ende 1936 drei mit der Spitze nach unten weisende goldfarbene oder gelbe Tressenwinkel, wobei der äußere bzw. untere in einer hochovalen Schlinge auslief; auf dem weißen Hemd und auf der braunen Tropenfeldbluse bestanden die Winkel aus kornblumenblauem Tuch. Die gelben Rangabzeichen waren auf einer dunkelblauen Unterlage aufgenäht, die blauen auf einer weißen Unterlage bzw. auf einer aus braunem Tropenstoff. Das Laufbahnabzeichen wurde oberhalb des Rangabzeichens geführt. Anfang Januar 1935 wurden für die Mannschaftsdienstgrade der Kriegsmarine neue Bezeichnungen und Rangabzeichen eingeführt, die vor dem 31. Januar 1934 eingestellten Marineangehörigen behielten ihre alten Dienstgrade und Abzeichen jedoch bei. Erst mit Verfügung vom 17. Oktober 1936 verordnete die Kriegsmarine neue Dienstgradabzeichen: Zum 1. Januar 1937 erhielt der Stabsgefreite nun zwei Winkel aus geflochtenem Soutacheband (Plattschnur) mit einem vierspitzigen Rangstern im Feld zwischen den Schenkeln des oberen Winkels. Mit Verfügung vom 23. Juli 1940 wurde der Stabsgefreite alter Art in Oberstabsgefreiter umbenannt; das Rangabzeichen aus geflochtenem Doppelwinkel und Rangstern blieb unverändert. Mit derselben Verfügung geschah die Umbenennung des Obergefreiten alter Art (mit mehr als sechs Jahren Gesamtdienstzeit) in Stabsgefreiter neuer Art. Der Stabsgefreite (neuer Art) behielt das seit dem 1. Januar 1937 geführte Rangabzeichen des Obergefreiten (alter Art), einen geflochtenen Winkel mit vierspitzigem Rangstern.
Die Luftwaffe der deutschen Wehrmacht führte ihn mit Verfügung vom  4. Februar 1944 ein; mit Verfügung vom 12. Mai 1944 wurde der bisherige Dienstgrad Hauptgefreiter in Stabsgefreiter umbenannt. Das Rangabzeichen am linken Oberärmel folgte dem Muster des Heeres und war auf einer Unterlage aus dem Grundtuch des Uniformstücks aufgenäht. Zusätzlich wurden zwei Kragenpatten in Waffenfarbe der Luftwaffe mit vier silberfarbenen Schwingen geführt.
Der Stabsgefreite war wie die anderen Gefreitendienstgrade für Angehörige der Mannschaften gedacht, denen die Unteroffizierslaufbahn verschlossen blieb. Sie wurden häufig mit Vertrauensstellungen wie Futter- und Quartiermeister bedacht. In den letzten Kriegsjahren wurden Stabsgefreite aufgrund des Mangels an Unteroffizieren oft als Gruppenführer verwandt.

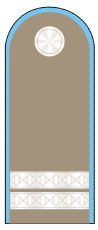
StGefr, LSK/LV (NVA)

| Dienstgrad                   |                         |                         |                         |
| niedriger: Obergefreiter (H) | Stabsgefreiter (H/M/Lw) | höher Unteroffizier (H) | höher Unteroffizier (H) |
| Hauptgefreiter (M/Lw)        | Stabsgefreiter (H/M/Lw) | Oberstabsgefreiter (M)  |                         |

### Nationale Volksarmee
In der Nationalen Volksarmee und den Grenztruppen der DDR war Stabsgefreiter (OR-3) der höchste Dienstgrad der Mannschaften. Der Äquivalentdienstgrad der Volksmarine war der Stabsmatrose. Die Stehzeit bis zur Beförderung zum nächsthöheren Dienstgrad betrug bis zu einem Jahr und blieb in der Regel nur freiwillig längerdienenden Soldaten vorbehalten. In der Nationalen Volksarmee wurde der Dienstgrad Stabsgefreiter bis zur Auflösung 1990 geführt.